# Hindsan
Hindsan är en ö i Finland. Den ligger i Bottenhavet och i kommunen Kristinestad i den ekonomiska regionen  Sydösterbotten i landskapet Österbotten, i den västra delen av landet. Ön ligger omkring 94 kilometer söder om Vasa och omkring 300 kilometer nordväst om Helsingfors.
Öns area är 0,4 hektar och dess största längd är 120 meter i nord-sydlig riktning. Närmaste större samhälle är Kristinestad, 3,8 km öster om Hindsan.